# Concili Vaticà I

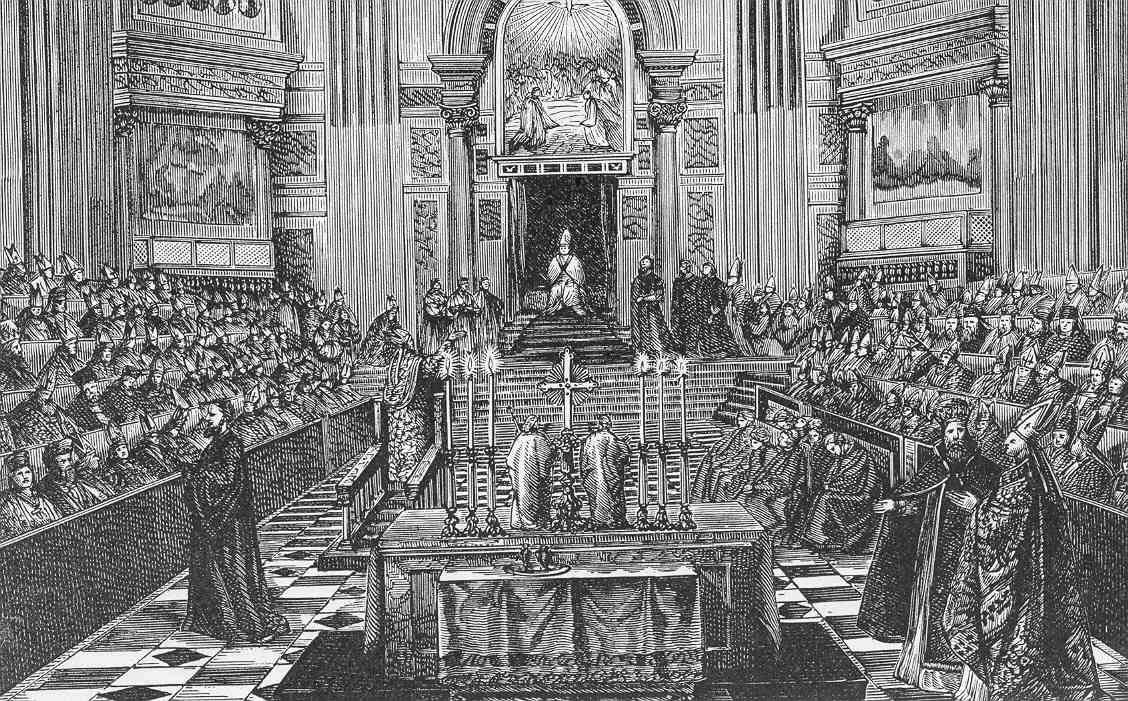
Concili Ecumènic del Vaticà I

Primer concili celebrat a la ciutat del Vaticà, també anomenat Concili Ecumènic del Vaticà I, convocat pel Papa Pius IX el 1869 per afrontar el racionalisme i el gal·licanisme. En aquest concili es va aprovar el dogma de la infal·libilitat papal. Va tenir quatre sessions.
- Primera Sessió: celebrada el 8 de desembre de 1869 amb el decret d'obertura del concili.
- Segona Sessió: celebrada el 6 de gener de 1870 amb la professió de fe.
- Tercera Sessió: celebrada el 24 d'abril de 1870 concloent amb l'aprovació de la constitució dogmàtica Dei Filius,[1] sobre la fe catòlica.[2]
- Quarta Sessió: celebrada el 18 de juliol de 1870 concloent amb l'aprovació de la constitució dogmàtica Pastor Aeternus[3] sobre l'Església de Crist que declara el dogma de la infal·libilitat papal.[4]

El concili es va haver de suspendre el 20 d'octubre del 1870 quan es va consumar en plebiscit la unió a Itàlia dels Estats Pontificis.
En un principi, no va semblar necessari convocar un concili per tractar els assumptes pendents des del concili de Trento, de manera que quan Pius IX va convocar el concili hi va haver una reacció de sorpresa. La situació del concili va ser diferent de la dels anteriors, ja que no hi va predominar l'esperit reformista de l'últim concili.
Des del seu inici se sabia que el tema principal seria la infal·libilitat papal, de manera que la nova doctrina reforçaria la figura del Papa.
Al començament el programa era molt extens. Era necessari parlar de l'Església i també de la relació entre la fe i la raó, ja que els avenços científics com l'evolucionisme posaven en dubte les teories cristianes més tradicionals. Un altre tema a tractar eren les missions catòliques.
Tots aquests temes estaven preparats, però el concili es va veure amenaçat per la guerra francoprussiana i pel fet que Roma estava rodejada pels exèrcits italians que estaven unificant Itàlia. Aquesta situació va obligar els bisbes a tornar a les seves seus.

## Pares conciliars naturals dels Països Catalans
- Josep Sadoc Alemany i Conill, O.P., (Vic, Osona, 13.07.1814), arquebisbe de San Francisco, Califòrnia.
- Tadeu Amat i Brusi, C.M. (Barcelona, 31.12.1810), bisbe de Monterey-Los Angeles, Califòrnia.
- Constantí Bonet i Zanuy (Tamarit de Llitera, 11 de març de 1808), bisbe de Girona.
- Josep Caixal i Estradé (El Vilosell, 09.09.1803), bisbe d'Urgell i copríncep d'Andorra.
- Sant Antoni Maria Claret i Clarà, C.M.F. (Sallent, 23.12.1807), arquebisbe titular de Traianopoli in Rhodope i emèrit de Santiago de Cuba.
- Miquel Domènec i Prous, C.M. (Reus, 27.12.1816) bisbe de Pittsburgh, Pennsilvània.
- Francesc Fleix i Solans (Lleida, 13.09.1804), arquebisbe de Tarragona.
- Mateu Jaume i Garau (Llucmajor, 31.08.1811), bisbe de Menorca.
- Antoni Jordà i Soler (Girona, Gironès, 21.06.1822), bisbe de Vic.
- Joaquim Lluch i Garriga, O.C.D. (Manresa, 22.02.1816), bisbe de Salamanca.
- Pantaleó Montserrat i Navarro (Maella, Baix Aragó-Casp, 27.97.1807), bisbe de Barcelona
- Miquel Payà i Rico (Beneixama, Alcoià, 20.12.1811), bisbe de Conca.
- Marià Puigllat i Amigó (Tona (Osona), 26.08.1804), bisbe de Lleida.
- Benet Sanz i Forés (Gandia, 21 de març de 1828), bisbe d'Oviedo.
- Josep Serra i Julià, O.S.B. (Mataró, 11.03.1811), bisbe titular de Daulia i coadjutor emèrit de Perth, Austràlia.
- Josep Vilamitjana i Vila (Sant Vicenç de Torelló, Osona, 04.10.1812), bisbe de Tortosa.